# Drosophila mojavensis
Espèce
Drosophila mojavensis est une espèce d'insectes diptères du genre Drosophila.
Le génome de Drosophila mojavensis est entièrement séquencéet les informations relatives à cet organisme sont compilées dans FlyBase.